# Parafia św. Jerzego w Zielonce
Parafia pw. Świętego Jerzego w Zielonce – parafia rzymskokatolicka należąca do dekanatu zielonkowskiego, diecezji warszawsko-praskiej, metropolii warszawskiej. 
Parafia erygowana 1 czerwca 1984. Obejmuje południową część miasta – Zielonkę Bankową. Kościół parafialny został zbudowany w latach 1980–2000. Mieści się przy ulicy Paderewskiego.

## Proboszczowie parafii[1]
- ks. Jerzy Misterski (1980–2002, od 2002 prałat)
- Ks. dr Eugeniusz Jankowski (2002–2006)
- ks. Eugeniusz Leda (2006–2009)
- ks. Adam Krukowski (2009–2019)
- ks. Arkadiusz Świątkiewicz (od 2019)